# Британик (филм)
Вижте пояснителната страница за други значения на Британик.
„Британик“ (на английски: Britannic) е романтична драма, съвместна продукция на САЩ и Великобритания от 2000 г. Режисьор е Брайън Тренчард-Смит.
Филмът разказва историята на „Британик“ - кораба-близнак на „Титаник“. Подобно на първия кораб и „Британик“ след експлозия (вероятно от мина) злополучно потъва на 50 км югоизточно от Атина на 21 ноември 1916 г.